# Esseri di energia
Gli esseri di energia, chiamati anche esseri astrali o esseri di luce, sono creature immaginarie che mostrerebbero aspetti esteriori o abilità attribuibili all'ipotesi che non siano fatti di materia organica o composti di carbonio, ma composti da pura energia. Tali esseri compaiono in miti e leggende slave, ma appartengono anche ad un certo filone di storie sul paranormale e gli UFO, oltre che a varie forme di narrativa fantastica, come in particolare la fantascienza. 
Gli Esseri di energia sono spesso descritti come composti de energia e luce molto forte. In senso fisico gli Esseri di energia sono tipicamente rappresentati come composti di fluido incandescente semitrasparente ed hanno qualcosa in comune con le rappresentazioni di fantasmi. 
Nell'immaginario, gli Esseri di energia dovrebbero avere poteri intermedi tra gli Spiriti elementali e le Entità cosmiche, ma in pratica, nelle varie rappresentazioni della letteratura fantastica, la distinzione tra Esseri di energia, Spiriti elementali ed Esseri cosmici non è così netta. Ad esempio, mentre i Taelon di Pianeta Terra - Cronaca di un'invasione possiedono poteri di poco superiore ai comuni mortali, i Q di Star Trek possiedono poteri quasi divini e vengono rappresentati come esseri di dimensioni superiori simili agli Esseri cosmici. 
Alcuni esseri di energia della fantascienza mostrano la capacità di assumere forme materiali, come i Q di Star Trek, uno dei quali appare all'equipaggio dell'astronave Enterprise in forma umana e indossando l'uniforme di ufficiale della Flotta Stellare.

## Elenco di esseri di energia immaginari
Gli esseri di energia sono stati rappresentati in vario modo in romanzi, film, serie televisive, fumetti, cartoni animati e persino videogiochi. Tra i più noti esseri di energia immaginari si possono ricordare:
- I Vorlon della serie televisiva Babylon 5
- I Q della serie televisiva Star Trek
- Gli Organiani  della serie televisiva Star Trek
- I Taelon della serie televisiva Pianeta Terra - Cronaca di un'invasione
- Gli Ascesi della serie televisiva Stargate SG-1
- Drej del film di animazione Titan A.E.
- Megawhatt del film di animazione Ben 10
- Gli Eldil del romanzo Lontano dal pianeta silenzioso di C.S. Lewis
- David Bowman, astronauta protagonista di 2001: Odissea  nello spazio, trasformato nel Bambino delle stelle dal monolite alieno
- Stardust, personaggio dei fumetti Marvel Comics
- C'tan, personaggio del videogioco Warhammer 40000
- Naaru ed eterei, in Warcraft